# Circolare Peeters
La Circolare Peeters (in olandese: Omzendbrief Peeters), ufficialmente circolare BA 97/22 del 16 dicembre 1997 concernente l'uso delle lingue nei consigli comunali della regione di lingua olandese, è una circolare pubblicata dal Ministro degli Interni del governo fiammingo, Leo Peeters, che regola l'uso delle lingue nelle amministrazioni dei comuni della Regione fiamminga, compresi i sei comuni con strutture a facilitazione linguistica sulla periferia di Bruxelles, che circondano la Regione di Bruxelles-Capitale. Stabilisce che ogni volta che una persona francofona intrattiene relazioni con l'amministrazione fiamminga, deve chiedere esplicitamente che questo documento sia emesso in francese.
È integrata dalla circolare Martens (BA-98/03, norme sull'uso delle lingue nel CPAS) e ribadita dalla circolare Keulen (BA-2005/03).
I comuni della periferia appartengono alla regione di lingua olandese, e questo può essere modificato solo da una legge a maggioranza speciale. La regione linguistica include una restrizione della competenza dei legislatori nell'uso delle lingue e costituisce quindi la garanzia costituzionale del primato della lingua della regione monolingue.
D'altro canto, il sistema di facilitazione linguistica consente ai cittadini di mantenere relazioni con l'amministrazione in una lingua diversa da quella della regione linguistica in cui si trovano. Per i fiamminghi, le strutture sarebbero solo temporanee, il tempo in cui i francofoni di questi comuni si integrino. D'altra parte, i francofoni vedono questo dispositivo come definitivo e un diritto riconosciuto da una minoranza diventata maggioranza in alcuni comuni. Qualsiasi restrizione delle strutture è quindi una violazione degli accordi laboriosamente ottenuti. Infatti, nei comuni contigui di un'altra regione linguistica, le strutture possono essere modificate solo da una legge a maggioranza speciale..
Nelle leggi sull'uso delle lingue in materia amministrativa, i testi relativi ai "comuni periferici" (articoli 23 e seguenti) sono simili al risultato di un "copia incolla" degli articoli riguardanti comuni puramente monolingue (articoli 10 e seguenti), per quanto riguarda l'uso delle lingue nei servizi interni e gli articoli riguardanti la capitale di Bruxelles (articoli 17 e seguenti) e per quanto riguarda i rapporti con il pubblico. Il sistema delle strutture si basa su il monolinguismo interno e sul bilinguismo esterno. Nello specifico, l'articolo 25 relativo ai comuni periferici indica che i servizi locali "utilizzano nelle loro relazioni con un individuo la lingua utilizzata dall'interessato quando questo è olandese o francese", testo abbastanza simile a quello dell'articolo 19 che stabilisce che "qualsiasi servizio locale di Bruxelles-Capitale, nelle sue relazioni con un individuo, usa la lingua che l'interessato utilizza quando è francese o olandese". Per decenni, queste disposizioni sono state interpretate in modo inequivocabile a Bruxelles e nei comuni con le strutture allo stesso modo: come chiarito dal testo, l'amministrazione usa l'olandese nei suoi contatti con chiunque utilizzi l'olandese. e usa il francese nei suoi contatti con chiunque usi il francese.
Per i "comuni del confine linguistico" il testo della legge è leggermente diverso. Specifica (l'articolo 12) che "i servizi sono rivolti alle persone fisiche nelle due lingue - francese o olandese - che hanno usato o richiesto".
La circolare ha causato trambusto politico nazionale e riflette la percezione conflittuale delle strutture linguistiche nell'opinione pubblica olandese e francofona. La mancata nomina di tre sindaci dei comuni con strutture linguistiche - rifiutata dal governo fiammingo perché ha ripetutamente ignorato le direttive di Peeters (e Keulen) - è stata una questione altamente mediatizzata durante la formazione del governo belga 2007-2008. Ha attirato l'attenzione internazionale quando i sindaci hanno portato il loro caso al Congresso dei poteri locali e regionali del Consiglio d'Europa.

## Contenuto
La direttiva Peeters richiede alle amministrazioni locali:
- che tutti i documenti provenienti dalle Amministrazioni siano inviati in olandese a tutti i cittadini che vivono nei comuni con strutture a facilitazione linguistica. Se un cittadino di questi comuni (e solo di questi comuni) lo desidera in francese, deve fare richiesta per ogni documento che riceve. Le autorità regionali fiamminghe considerano errate le autorità locali che inviano documenti direttamente in francese ai francofoni e in olandese agli olandesi. Questo è vero anche se queste autorità locali ritengono di doverlo fare per applicare correttamente la legge;
- che i servizi municipali utilizzino solo internamente l'olandese; e
- che la lingua usata nel consiglio comunale deve essere olandese. È pertanto vietato al sindaco o ad un altro membro del collegio dei sindaci e degli assessori di uno dei comuni della regione fiamminga introdurre o commentare in un'altra lingua rispetto all'olandese un punto dell'ordine del giorno della riunione del consiglio comunale o rispondere in tale lingua agli interventi dei consiglieri comunali.

Il ministro Peeters afferma che ha solo interpretato la legge. Secondo lui, non ha cambiato le regole che prescrive.

## Critica
La visione del ministro Peeters e delle autorità fiamminghe in generale è ampiamente contestata dal mondo francofono. È in effetti obiettato che le misure emanate nella circolare sono contrarie al testo della legge. La circolare avrebbe tentato, in violazione della costituzione da parte di alcuni, di imporre una semplice circolare che modifica le regole sulle strutture a facilitazione linguistica. Tali modifiche, tuttavia, possono essere apportate solo in base a una legge speciale.
Alcuni amministratori francofoni di questi comuni lamentano "molestie burocratiche", complicazioni incontrate nelle loro attività quotidiane e, più seriamente, una violazione flagrante dei diritti loro concessi dalle strutture previste dalle leggi linguistiche e protette (secondo loro) da la costituzione.

## Aspetto legale
Nel 1998, la questione della costituzionalità del divieto di sindaci e assessori dei comuni della Regione fiamminga (di usare una lingua diversa da quella olandese nel consiglio comunale) fu sottoposta anche alla Corte di Arbitrato. La Corte ha stabilito che la Costituzione (negli articoli 10 e 11) non è stata violata.
Nel 2004, partendo dalle conclusioni del revisore [rif. necessario] (che riteneva che la circolare modificasse le norme relative alle facilitazioni che possono essere modificate solo da una legge a maggioranza speciale), una camera fiamminga del Consiglio di Stato non ha tuttavia invalidato la circolare Peeters, considerando che l'interpretazione delle strutture a facilitazione linguistica da parte dei francofoni porta in sostanza a un sistema di bilinguismo in cui le preferenze linguistiche del popolo sono persino archiviate in file; è una situazione che non è compatibile con la Costituzione. Il Consiglio di Stato svolge il ruolo di tribunale amministrativo e ha giurisdizione sull'annullamento delle circolari ministeriali.
La circolare non è stata cancellata, e quindi esiste. Deve quindi essere considerata come parte del contesto giuridico relativo all'applicazione delle strutture a facilitazione linguistica. La legalità delle ingiunzioni che questa circolare rivolge alle autorità comunali è tuttavia discutibile ed è stata messa a repentaglio da altre decisioni giudiziarie, nonché dal parere della Commissione permanente di controllo linguistico (istituzione nata con le leggi linguistiche, e la cui missione è monitorare l'applicazione di queste).
Per quanto riguarda una camera fiamminga del Consiglio di Stato, essa riteneva che la circolare Peeters non fosse illegale. In effetti, si limita a un'interpretazione della legislazione sull'uso delle lingue. Contrariamente a quanto è stato criticato nella circolare Peeters, non riscrive la legislazione sull'uso delle lingue, ma la specifica. Non viola l'articolo 129 della Costituzione, seguendo la logica fiamminga.